# تپه چشمه گرماب هیروی۲
تپه چشمه گرماب هیروی۲ در شهرستان پاوه، بخش مرکزی، روستای هیروی واقع شده و این اثر در تاریخ ۱۱ مرداد ۱۳۸۴ با شمارهٔ ثبت ۱۲۴۷۸ به‌عنوان یکی از آثار ملی ایران به ثبت رسیده است.